# Phytomyza oxytropidis
Phytomyza oxytropidis este o specie de muște din genul Phytomyza, familia Agromyzidae, descrisă de Sehgal în anul 1971. Conform Catalogue of Life specia Phytomyza oxytropidis nu are subspecii cunoscute.